# Leonor de Cortinas
Leonor de Cortinas (n. 1520 probablemente en Arganda del Rey, Corona de Castilla - f. 19 de octubre de 1593 en Madrid, Corona de Castilla) fue una dama española, madre del escritor Miguel de Cervantes.

## Biografía
Leonor de Cortinas nació en  1520 probablemente en la localidad alcarreña de Arganda del Rey, en la actual comunidad de Madrid, donde su familia -procedente de algún lugar de Castilla la Vieja- poseía una considerable extensión de tierras paniegas. Fue hija de Elvira de Cortinas (1495?-1566). Conscientes de esa moderada riqueza, los Cortinas dieron a la pequeña Leonor una formación cultural que, aunque básica (sabía leer y escribir), era sorprendente en una mujer de su tiempo, con la esperanza de que algún día pudiera mejorar de estado por vía de un matrimonio ventajoso. Sin embargo, sus padres sufrieron una decepción cuando la joven contrajo nupcias, hacia los primeros años de la década de los cuarenta, con el humilde cirujano Rodrigo de Cervantes, hijo de un destacado licenciado en Leyes por la Universidad de Salamanca -el cordobés Juan de Cervantes-, pero perteneciente a un sector social bastante menos privilegiado del que los Cortinas habían deseado para su hija (por aquel entonces, un "médico zurujano" como Rodrigo de Cervantes ocupaba la escala inferior entre los profesionales dedicados a la sanidad).
Con todo, los Cervantes poseían ejecutoria de hidalguía, como se encargó de acreditar el propio Rodrigo en varios momentos de apuro a lo largo de su calamitosa existencia; y es muy posible además que la joven Leonor conociera a su futuro esposo y se enamorara de él cuando, en sus años de mayor bonanza, el licenciado Juan de Cervantes vivía en Alcalá de Henares con toda su familia haciendo alarde de riqueza y suntuosidad en caballos, servidores e indumentarias. El propio Rodrigo gozó, durante este período, de cierta fama como aficionado a los buenos corceles, y tuvo ocasión de lucir sus habilidades de monta y doma en varios juegos y torneos celebrados en la ciudad complutense y sus alrededores.
Al poco tiempo de haber contraído nupcias, Leonor de Cortinas quedó embarazada y dio a luz, en 1543, al primer vástago de su descendencia, el malogrado Andrés de Cervantes, bautizado en Alcalá de Henares 12 de diciembre de 1543, que falleció al poco tiempo de haber venido al mundo. Posteriormente, los Cervantes se rodearon de una bulliciosa prole que, en cierta medida, fue el origen de las tribulaciones económicas de Rodrigo durante más de veinte años: Andrea de Cervantes (bautizada en Alcalá de Henares el 24 de noviembre de 1544 y fallecida en 9 de octubre de 1609; casada con Sanctes Ambrosi, de Florencia, y con el general Álvaro Mendaño; recibió el hábito de la Orden Tercera el 8 de junio de 1609; madre de Constanza de Ovando, hija de Nicolás de Ovando (1577 - Madrid, 22 de septiembre de 1624), una de las muchas mujeres que vivieron durante varios años en casa de su célebre tío); Luisa de Cervantes (bautizada en Alcalá de Henares el 25 de agosto de 1546 y fallecida en la tercera década del siglo XVII; profesó en el convento carmelita de la Concepción, de Alcalá de Henares, el 11 de febrero de 1565); Miguel de Cervantes (1547-1616); Rodrigo de Cervantes (bautizado en Alcalá de Henares el 23 de junio de 1550, que compartió con su hermano algunos destinos tan señalados como la milicia en Italia y el cautiverio en Argel; alférez, que murió en Flandes Occidental el 2 de julio de 1600, cuando tomaba parte activa en la batalla de las Dunas); Magdalena de Cervantes (nacida en Alcalá de Henares el 22 de junio de 1552 e fallecida el 28 de enero de 1611, casada con ... Pimentel de Sotomayor, que también compartió residencia con su hermano, fuera ya del hogar familiar); y Juan de Cervantes (nacido en nacido en Alcalá de Henares en 1554 o 1555 y desaparecido en fecha ignorada antes de 1593).
En busca de mayores posibilidades laborales para sacar adelante a los suyos, Leonor de Cortinas acompañó a su esposo hasta Valladolid (véase Rodrigo de Cervantes), ciudad en la que el cirujano esperaba hacerse con una clientela más fiel y solvente que la que tenía hasta entonces en su lugar de origen. Tras esta desastrosa aventura en el norte de Castilla, que se prolongó por espacio de dos años (1551-1553), el matrimonio regresó a Alcalá de Henares y Leonor quedó allí, al cuidado de sus hijos, mientras Rodrigo viajaba a la Córdoba de sus mayores con la esperanza de encontrar allí mejores oportunidades laborales.
Los escasos documentos de la época referidos a Leonor de Cortinas que han llegado hasta nuestros días demuestran que permaneció en la ciudad complutense durante varios años, separada de su esposo, al que volvió a ver a comienzos de 1565, cuando Rodrigo subió hasta Alcalá para asistir, el día 11 de febrero, a la profesión de su hija Luisa en el convento carmelita de La Concepción. Poco después, Leonor volvió a quedarse sola al cuidado de su familia, mientras Rodrigo continuaba buscando medios para ganarse la vida, ahora en la ciudad de Sevilla.
Pero la muerte en 1566 de Elvira de Cortinas, la madre de Leonor, volvió a reunir al matrimonio. La herencia recibida permitió que Rodrigo y su esposa se instalasen en la reciente capital del reino, y que el antiguo cirujano pudiese obtener algunos beneficios como prestamista (después de haber sido él siempre el deudor en todos los préstamos en los que figuraba su nombre). A partir de entonces, los Cervantes vivieron en Madrid con menos apuros económicos, aunque nunca totalmente exentos de dificultades. Su situación volvió a agravarse entre 1575 y 1580, cuando el cautiverio de Miguel y Rodrigo obligó a sus padres y hermanos a reunir el importe del desproporcionado rescate que pedían por ellos desde Argel. En este dificultoso trance de la peripecia vital del futuro escritor, reapareció con fuerza la figura de su madre, quien movió todas sus influencias, estableció contactos, sacó dinero de donde pudo y trabajó sin descanso y con un tesón y una serenidad admirables hasta juntar una buena parte de la cantidad que permitió la liberación de sus hijos. Sus esfuerzos contrastan, en este punto, con la pasividad de Rodrigo, que en cierto modo mostró hacia sus hijos la misma indiferencia que había exhibido con los suyos el licenciado Juan de Cervantes.
Resulta, en cualquier caso, admirable que una mujer como Leonor de Cortinas se moviera con firmeza y soltura hasta llegar, en 1576, al mismísimo Consejo de la Cruzada y obtener de sus fondos un préstamo de sesenta ducados con los que pretendía satisfacer el monto del rescate. Ante la complicación de la situación de Miguel en el cautiverio argelino, su afanosa madre volvió a dirigirse, en marzo de 1579, al mismo Consejo, del que ahora obtuvo una prórroga para la devolución de los sesenta ducados prestados desde hacía ya tres años. Finalmente, Leonor de Cortinas fue quien no descansó hasta poner en manos del trinitario fray Juan Gil, el 31 de julio de 1579, la cantidad de trescientos ducados, con la encomienda expresa de que los invirtiera en el rescate de su hijo Miguel, de quien declaraba en el documento suscrito para tal fin "que es de edad de 33 años, manco de la mano izquierda y barbirrubio". Cabe afirmar, pues, que de no haber sido por la firmeza y voluntad de Leonor de Cortinas, lo más probable es que Miguel de Cervantes nunca hubiera regresado de Argel, lo que a su vez anula cualquier posibilidad de que hubiera llegado a escribir una obra de la altura literaria del Quijote.
Durante sus últimos en Madrid, Leonor de Cortinas gozó de cierta holgura económica procedente, en parte, de las confusas operaciones financieras realizadas por su esposo, y en parte de los turbios manejos casamenteros que se traían algunas mujeres de su familia, expertas en reclamar dotes y reparaciones de caballeros que nunca acababan cumpliendo sus promesas de matrimonio. La herencia, además, de los Cortinas debió de mejorar considerablemente su patrimonio al final de sus días, como se desprende de las honrosas exequias fúnebres que se hicieron con motivo de su desaparición.